# San Anton Palace

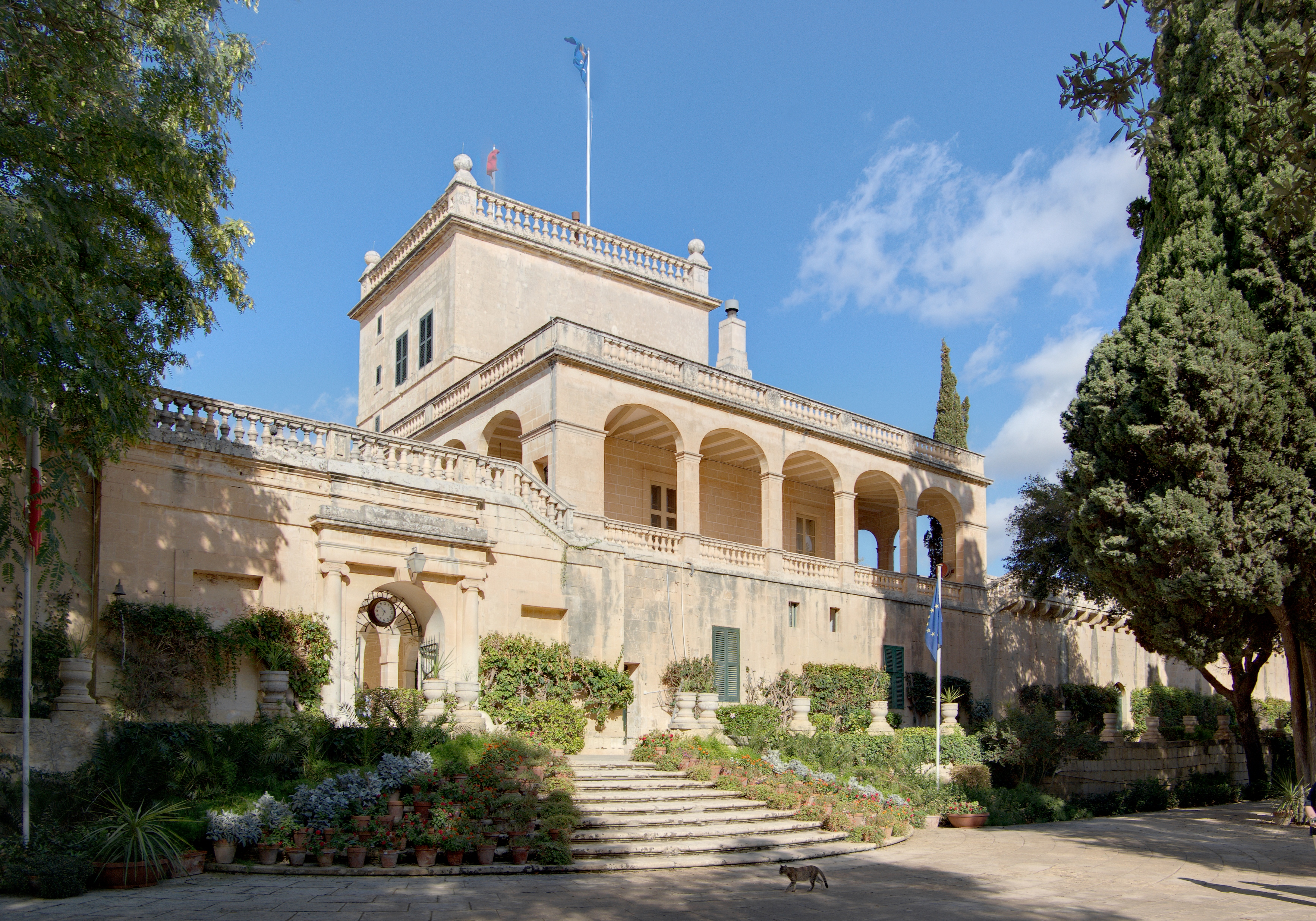
San Anton Palace

San Anton Palace is een paleis in de gemeente Attard in Malta. Het paleis is de officiële residentie van de president van Malta. De tuinen die om het paleis heen liggen zijn deels open voor het publiek.

## Geschiedenis
Toen Antoine de Paule in 1623 werd verkozen tot grootmeester van de Orde van Malta gaf hij opdracht tot de bouw van het paleis. Het paleis dat voor hem gebouwd moest worden moest genoeg ruimte bieden voor eventuele gasten en de vele mensen die deel uitmaakte van het hof van de grootmeester. De grootmeester vernoemde het paleis naar zijn patroonheilige: Antonius van Padua. Het paleis beschikt dan ook over een privékapel die aan Maria is opgedragen.
Vele grootmeesters na De Paule hebben het paleis in gebruik genomen. Ten tijde van de korte Franse overheersing vergaderde de nationale assemblee in het paleis. Toen de Engelsen het eiland veroverde werd het de residentie van de Gouverneur van Malta. Sinds 1974 is het paleis in gebruik als de residentie voor de president van het land.

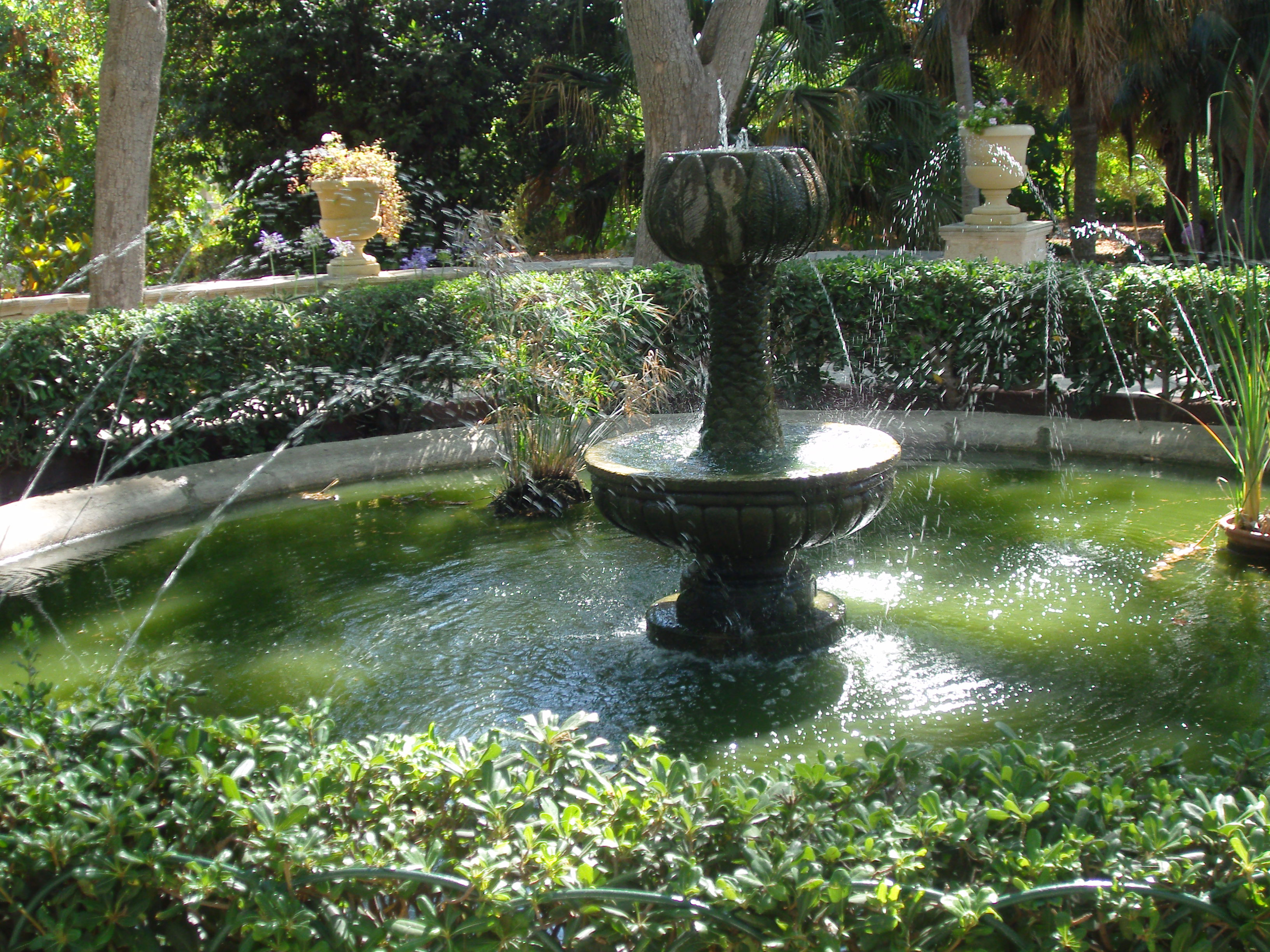
Een van de fonteinen in de tuinen van het paleis.

## Tuinen
De tuinen van het paleis zijn sinds het jaar 1882 open voor het publiek. De tuin beschikt over brede paden, veel beeldhouwwerken en waterornamenten. Ook leven er in de tuinen families eenden en zwanen. Ook biedt de tuin een groot aanbod aan planten. Verschillende palmen, cipressen en auracaria's sieren de tuin. Ook kent de tuin een gedeelte voor sinaasappelbomen die van oorsprong nog dateren uit de tijd van de Orde van Malta.